# دیسترویر کلاس اوسترگلند
دیسترویر کلاس اوسترگلند (به انگلیسی: Östergötland-class destroyer) یک کلاس از کشتی متعلق به نیروی دریایی پادشاهی سوئد است که طول آن ۱۱۲ متر (۳۶۷ فوت ۵ اینچ) می‌باشد.